# 塞瓦沼澤國家公園
塞瓦沼澤國家公園（Saiwa Swamp National Park）是東非國家肯雅的國家公園，佔地3平方公里，是該國面積最小的國家公園，成立於1974年，毗鄰基塔萊，海拔高度1,820至1,880米，野生動物有林羚、豪豬和超過370種鳥類。

## 外部連結
- Kenya Wildlife Service – Saiwa Swamp National Park[永久]